# Grimhøjmoskeen
Grimhøjmoskeen er et muslimsk samlingssted på Grimhøjvej nummer 7 i Brabrand ved Aarhus i Danmark.
Bag Grimhøjmoskeen står foreningen Den Muslimske Sammenslutning og den erhvervsdrivende fond Fonden for Den muslimske Sammenslutning.
Fonden blev etableret i 2008 og har som formand Oussama Mohamad El-Saadi.
Grimhøjmoskeen har flere gange påkaldt sig mediernes opmærksomhed; bl.a. dokumenterede TV 2 ved brug af skjult kamera i programserien Moskeerne bag sløret , hvordan en imam i moskeen forklarede tilhørerne, at de burde slå deres børn fra 10-årsalderen, hvis ikke børnene bad til gud. Michael Jeppesens tv-dokumentar Michael Jeppesen møder Grimhøj-moskéen indeholder interview med talsmanden Fadi Abdallah.